# Geografia Țărilor de Jos

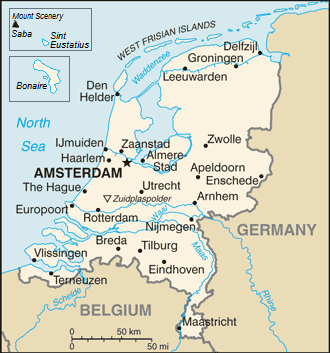

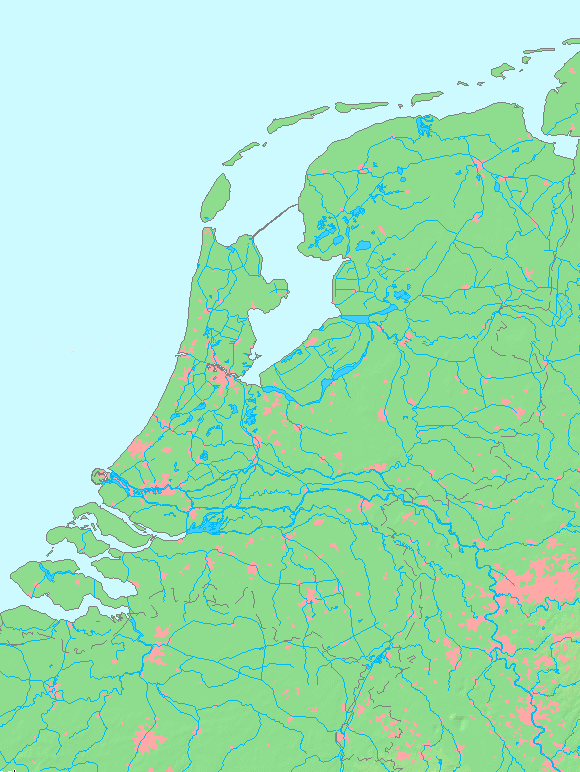

Țările de Jos este situată pe câmpia Europei de Nord și acoperă o suprafață de 41.526 km², din care 33.881 km² este pământ și 7645 km² este apă.
Poziționare: Nordul Europei, la graniță cu Marea Nordului, între Belgia și Germania.
Coordonate geografice: 51 NB, 5 OL
Suprafață:
- total: 41.526 km²
- pământ: 33.881 km²
- apă: 7645 km²

Graniță:
- total: 1027 km
- țări vecine: Belgia și Germania

Linie de coastă: 451 km
Climat: ierni și veri moderate. 
Teren: câmp, dealuri mici în sudul țării și multe lacuri în nordul țării. Insule în sudvestul și nordul țării.
Extremele altitudinii: 

cel mai scund punct: Nieuwekerk aan den IJssel, -6,71 m

cel mai înalt punct: Vaalseberg, 321 m
Râuri importante: Rin, IJssel, Meuse, Waal, Lek